# Oreste Genta
Oreste Genta (Frasso Sabino, 2 novembre 1911 – Roma, 13 novembre 2018) è stato un generale e aviatore italiano, pluridecorato pilota della Regia aeronautica, partecipò alla seconda guerra mondiale nelle file dei reparti da Ricognizione Marittima Lontana. Nel secondo dopoguerra fu comandante della 36ª Aerobrigata Interdizione Strategica, equipaggiata con i missili balistici a testata nucleare PGM-19 Jupiter.

## Biografia
Nacque a Frasso Sabino, (provincia di Rieti), il 2 novembre 1911.  Nel 1931 entrò nella Regia Aeronautica come allievo presso la Regia Accademia Aeronautica  di Caserta Corso Leone, venendo promosso sottotenente il 1º ottobre 1933, e conseguendo il brevetto di pilota d'aeroplano il 3 giugno 1934 volando a bordo di un biplano da addestramento Breda Ba.25, e quello di pilota militare il 19 febbraio 1935.
Promosso tenente pilota il 15 luglio 1935, conseguì il brevetto di Osservatore Marittimo il 5 gennaio 1936, prendendo servizio il 1 febbraio 1937 nell’Aviazione dell'Alto Tirreno volando su velivoli idrovolanti Savoia-Marchetti S.59.
Dal febbraio 1937 si imbarcò sull'incrociatore leggero Armando Diaz volando a bordo dei ricognitori catapultabili IMAM Ro.43 Maggiolino.
Il 16 giugno successivo passò sull'incrociatore pesante Trieste, per passare poi sul Duca degli Abruzzi e quindi sul Pola, venendo promosso capitano in data 15 luglio 1938.
Nell'aprile 1939 prese parte alle operazioni per l'occupazione dell'Albania, e il 16 settembre dello stesso anno fu assegnato alla Scuola di Osservazione Marittima come comandante della 3ª Squadriglia dotata di idrovolanti Savoia-Marchetti S.62.
Dopo l’entrata in guerra dell’Italia, il 10 giugno 1940, nel mese di luglio assume il comando della 141ª Squadriglia da Ricognizione Marittima Lontana, basata a Brindisi, ed equipaggiata con gli idrovolanti CANT Z.501 Gabbiano.
Il 13 ottobre 1941 venne trasferito presso il Comando dell'Aviazione per la Marina in Libia, dove assunse il comando della 196ª Squadriglia R.L.M. di base a Bengasi.  Il 18 aprile 1942, ai comandi di un idrovolante Z.501, mentre era di scorta ad un convoglio navale, aiutò a respingere un attacco portato da velivoli avversari, e per questo fu decorato con una prima Medaglia d'argento al valor militare.  Nell'agosto 1942 prese servizio presso il Comando Aviazione per lo Jonio e Basso Adriatico come comandante della 142ª Squadriglia R.L.M., dotata sia dei CANT Z.501 che dei più potenti trimotori CANT Z.506 Alcione
Promosso maggiore il 20 ottobre successivo, a partire dal 26 aprile 1943 prese servizio presso lo Stato maggiore della Regia Aeronautica decentrato a Palestrina, Roma.
Giudice presso il Tribunale militare di Taranto, dopo l'armistizio dell'8 settembre 1943 rimase in servizio presso l'Italian Co-Belligerent Air Force, e il 27 settembre 1944 assunse il comando del 82º Gruppo Idrovolanti di stanza sull'idroporto Luigi Bologna di Taranto.
Dopo la fine delle ostilità transitò in servizio nella neocostituita Aeronautica Militare, e passato alla Scuola addestramento idro venne promosso tenente colonnello il 1º dicembre 1948,  imbarcandosi poi sulla nave da battaglia Duilio come ufficiale di collegamento. Dopo aver frequentato il Corso Superiore presso la Scuola di guerra aerea, nel 1951 venne destinato all’Istituto di Guerra Marittima come insegnante di Arte Militare Aerea.
Promosso colonnello il 1º febbraio 1952, dopo aver frequentato la Scuola di Volo Senza Visibilità di Latina assunse il Comando del Reparto Volo della 46ª Aerobrigata. Divenne generale di brigata aerea il 12 marzo 1960, e il 15 settembre 1962 assume il comando della 36ª Aerobrigata Interdizione Strategica, equipaggiata con i missili balistici a testata nucleare PGM-19 Jupiter, avente Quartier generale a Gioia del Colle.
Lasciò il prestigioso incarico il 1º luglio 1963, in seguito alla decisione di chiudere la Grande Unità dopo la crisi dei missili di Cuba, per assumere il comando del Settore Aereo della Sardegna. Il 20 novembre 1965 e promosso generale di divisione aerea, e il 31 dicembre 1968 di squadra aerea, assumendo il comando della III Regione Aerea di Bari il 18 ottobre 1969. Lasciò il comando della Regione Aerea al generale Emanuele Annoni il 1º febbraio 1972, venendo posto in posizione ausiliaria per passare in congedo assoluto il 3 novembre 1984. Dopo la fine della sua carriera militare fu per quattro anni presidente dell'opera Nazionale Figli degli Aviatori (ONFA).
È morto per cause naturali il 13 novembre 2018, pochi giorni dopo aver compiuto 107 anni.

## Onorificenze

### Riconoscimenti
Nel 2014 è stato realizzato un documentario sulla vita del Generale Genta intitolato Una vita per l'Aeronautica in cui il Generale ha narrato in prima persona alcune avventure avute nel corso della guerra.

### Annotazioni
1. ↑  Ricoprì tale incarico dal 16 ottobre 1956 al 10 ottobre 1957.
2. ↑  Sostituì il generale di squadra aerea Giulio Cesare Graziani, asso degli aerosiluranti durante seconda guerra mondiale, e decorato di Medaglia d'oro al valor militare a vivente.